# Митькин, Борис Викторович
Бори́с Ви́кторович Ми́тькин (24 июня 1914, Владикавказ — 20 ноября 1943, Берёзовка, Житомирская область) — лейтенант, командир миномётной роты 1035-го стрелкового полка 280-й Конотопской Кразнознамённой стрелковой дивизии 60-й армии Центрального фронта, Герой Советского Союза.

## Биография
После окончания семилетки поступил в техникум мясной промышленности в Краснодаре, который закончил в 1934 году. С 1936 по 1939 года служил в армии. После демобилизации остался в городе Загорске Московской области, где работал директором местного мясокомбината.
В 1942 году был призван в армию. Окончил Смоленское военное пехотное училище. Участвовал в сражениях с 1942 года на Центральном, Воронежском и 1-го Украинском фронтах.

## Подвиг
20 ноября 1943 года батальон под командованием лейтенанта Бориса Митькина в районе села Берёзовка Житомирской области отражал шестую за день контратаку противника. В критический момент лейтенант Борис Митькин с гранатой в руках поднялся в атаку, и за ним последовали оставшиеся в живых военнослужащие батальона. Седьмая контратака противника была отбита. Во время этого сражения Борис Митькин был смертельно ранен и от полученных ранений скончался. Был похоронен в районе села Садовое Коростышевского района.

## Награды
- Герой Советского Союза, 17 октября 1943
  - Орден Ленина
  - Медаль «Золотая Звезда»

## Память
- Именем Бориса Митькина названа улица во Владикавказе.
- Именем Бориса Митькина названа улица в Сергиевом Посаде.
- В городе Коростышев на аллее героев установлен бюст Бориса Митькина.
- Упомянут на мемориальной доске, установленной на главном корпусе Сарапульского политехнического института (филиала) федерального государственного бюджетного образовательного учреждения высшего образования «Ижевский государственный технический университет имени М.Т. Калашникова». Установлена в 2010 году с 4 фамилиями: Антонов Константин Михайлович, Митькин Борис Викторович, Спицын Спиридон Матвеевич, Теплоухов Михаил Сергеевич[1]; в 2014 году обновлена, стало 10 героев, добавились: Беляев Иван Потапович, Волошин Михаил Евстафьевич, Иванов Михаил Романович, Коновалов Алексей Дмитриевич, Максимов Иван Тихонович, Половинкин Василий Васильевич[2]. Удмуртская Республика, город Сарапул, ул.Труда, 8 — 56°28′35″ с. ш. 53°49′14″ в. д.HGЯO